# 弾幕

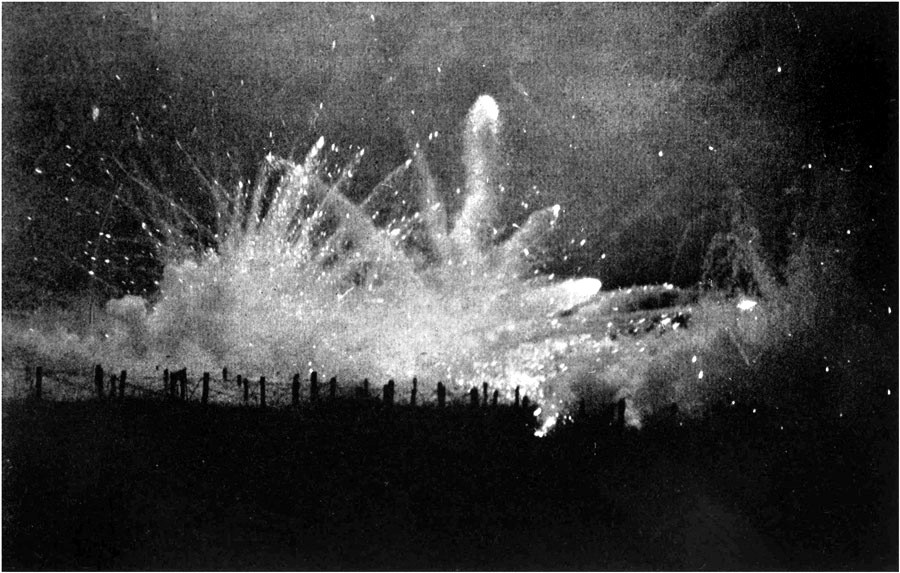
1915年の第二次イープルの戦いでの弾幕

弾幕（だんまく、英語: barrage）とは、多数の弾丸を一斉に発射し、弾丸の幕を張ることである。

## 概要
正確に狙って命中させることを期待せず、大量の弾丸をばらまくことで確率論的に命中させる射撃法を行うことが多い。
弾幕は、敵が通過したり接近したりすることを阻止するためや、敵を殲滅するために行われる。また攻勢で行われることもあり、味方の進度に合わせて弾幕を張って敵の活動を抑え、最終弾が炸裂した直後に敵陣へ突入できるよう調整される。攻勢に直前に大量の弾薬消費と連続射撃が可能になった第一次世界大戦ころから行われるようになった。初めて「弾幕張れ」（barrage）という命令が使用されたのは、1915年のヌーヴ＝シャペルの戦い（西部戦線）でのイギリス軍であった。
第二次世界大戦では航空機による攻撃に対抗するために、機関砲と高射砲による弾幕が張られた。地上戦でもバンザイ突撃を破砕するために最終防護射撃による弾幕が張られた。

## ネット用語としての「弾幕」

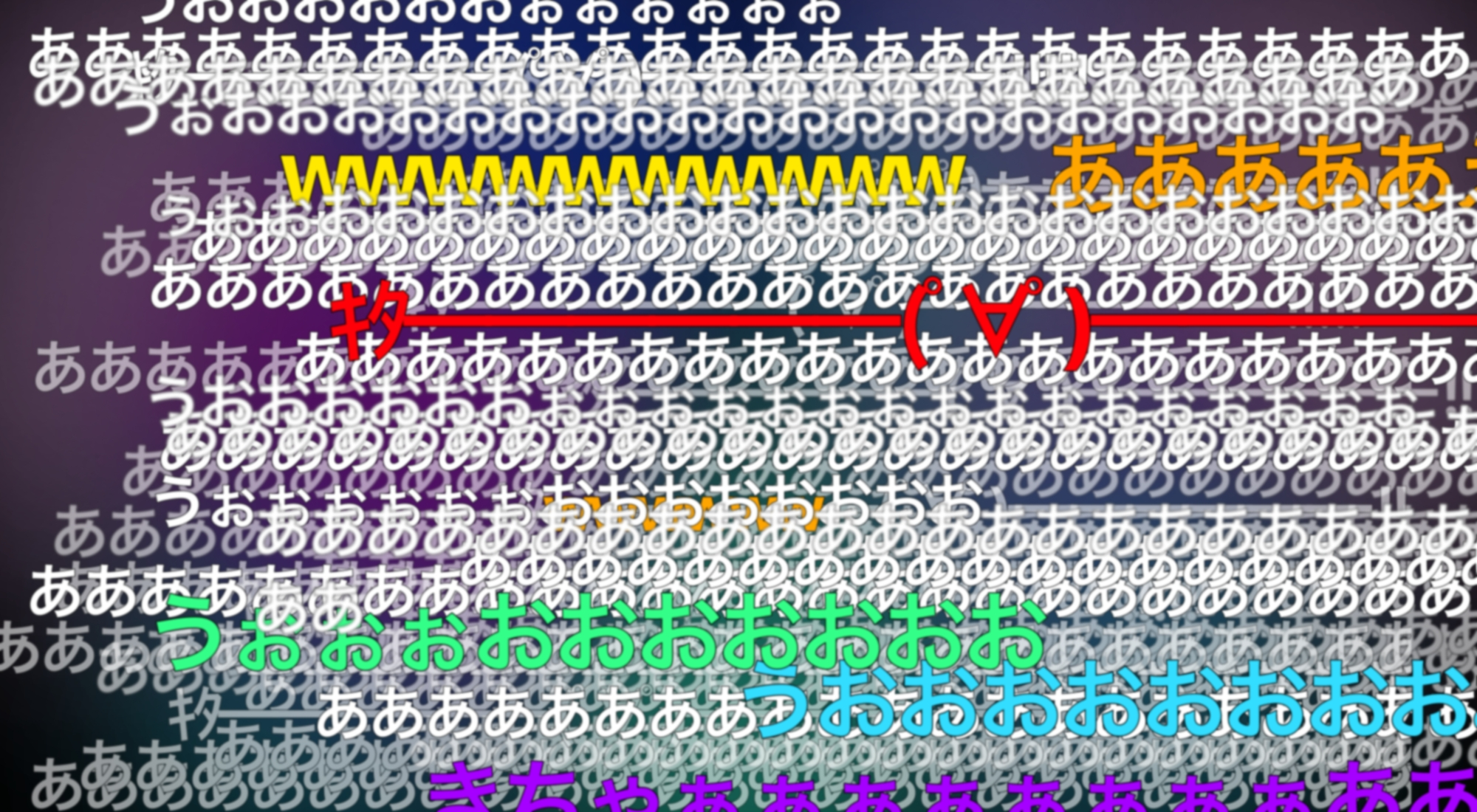
日本語による「弾幕」のイメージ

ニコニコ動画やbilibiliなどの動画サービスには、画面上に視聴者が入力したコメントを表示する機能がある。このコメントが大量に投稿され、画面が埋め尽くされるような状態をネット用語で「弾幕」という。2006年に開設したニコニコ動画には動画にコメントを付与する機能が初期から存在した（そもそも、ニコニコ動画はYouTubeから引用した動画にコメントを付与するサービスから始まり、のちに動画投稿が可能になった）。初期段階においてはコメントが集中すると画面の上下の端にコメントが重なって表示されていたが、2007年1月には「弾幕モード」が追加され、コメントが集中すると自動で弾幕モードに切り替わって画面をコメントが埋め尽くして盛り上がりを表現できるようになった。
中国では、2008年に弾幕機能を導入したACG系動画共有サイトAcFun経由で、bilibiliなどのACG系動画サービス、闘魚、虎牙、YYなどのライブストリーミングサービス、IQIYI、テンセントビデオ、Youku、Mango TVなどの一般向けの動画サービスに導入されている。